# São Miguel de Alcainça
São Miguel de Alcainça era una freguesia portuguesa del municipio de Mafra, distrito de Lisboa.

## Historia
Creada por ley 100/1985 de 4 de octubre, con localidades hasta entonces pertenecientes a las freguesias de Igreja Nova y Malveira, la de São Miguel tuvo una vida efímera como entidad autónoma, pues fue suprimida el 28 de enero de 2013, en aplicación de una resolución de la Asamblea de la República portuguesa promulgada el 16 de enero de 2013 al unirse con la freguesia de Malveira, formando la nueva freguesia de Malveira e São Miguel de Alcainça.

## Patrimonio
En el patrimonio histórico-artístico de la antigua freguesia destaca el portal manuelino de la antigua capilla del Espíritu Santo de Alcainça Grande.